# Hazard Stevens
Hazard Stevens (9 juin 1842 - 11 octobre 1918) était un officier de l’armée américaine, un alpiniste, un politicien et un écrivain américain. Il reçut la Medal of Honor pour ses actions au sein de l’Armée de l'Union lors de la bataille du Fort Huger durant la Guerre de Sécession. Lui et P. B. Van Trump sont également connus pour être les premiers à avoir réussi l’ascension de l’imposant mont Rainier le 17 août 1870,.

## Biographie
Hazard Stevens naquit à Newport (Rhode Island) le 9 juin 1842. Il est le fils de Isaac Stevens et de Margaret Hazard Stevens. Son père était un officier important de l’armée américaine et il devint également le premier gouverneur du Territoire de Washington ce qui fait que Hazard Stevens déménagea jusqu'à la ville d’Olympia.
Son père et lui rejoignent l’armée de l’Union durant la Guerre de Sécession. Hazard est blessé lors de la bataille de Chantilly alors que son père est tué durant la même bataille le 1er septembre 1862. Hazard guérit de ses blessures et devient le plus jeune brigadier général des volontaires de l’Armée. Il rejoint la troisième division alors sous le commandement de George W. Getty. Pour son action dans le cadre de la capture du Fort Huger en Virginie le 19 avril 1863, il reçut la Medal of Honor, la plus haute distinction militaire des États-Unis,.
Après la guerre, Hazard Stevens retourna à Washington pour prendre soin de sa mère. Il travailla au début pour l’Oregon Steam Navigation Company et devint receveur des impôts en 1868. C’est ensuite qu’il rencontre P. B. Van Trump qui travaillait pour Marshall F. Moore, le septième gouverneur du territoire de Washington. Les deux hommes montrent un intérêt commun pour escalader le mont Rainier ce qu’ils mettent en pratique le 17 août 1870. Il s’agit alors de la première ascension réussie et documentée,,,.
En 1874, Stevens déménagea à Dorchester près de Boston. Il essaya de se présenter aux élections pour rentrer au Congrès des États-Unis mais échoua. Il réalise à nouveau l’ascension du mont Rainier en 1905 puis gère une ferme près d’Olympia,.
Plus tard, il écrira The Life of Isaac Ingalls Stevens, une bibliographie de son père. Il meurt sans s’être marié en 1918 et est enterré dans un cimetière de Newport (Rhode Island).

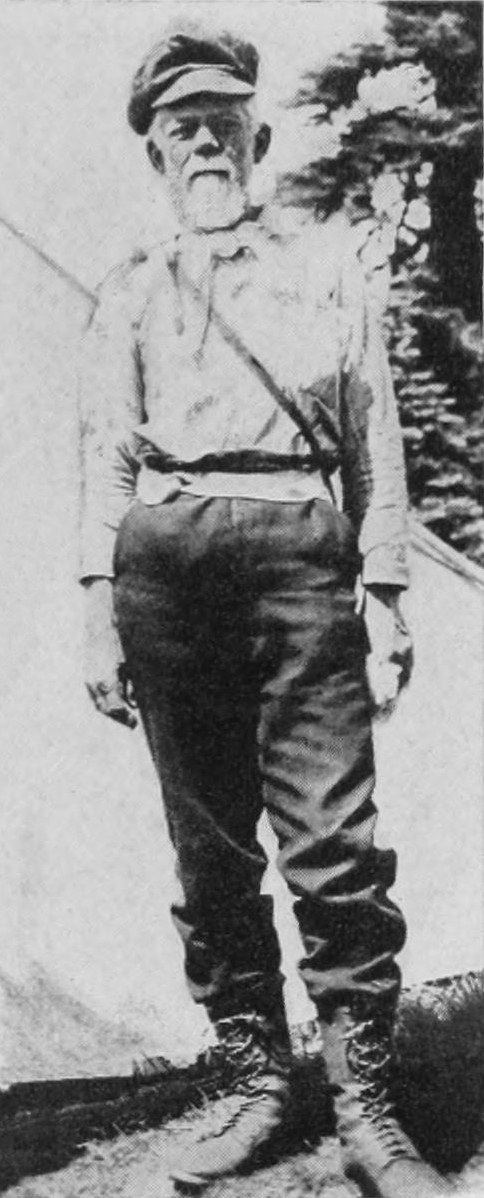
Hazard Stevens durant sa seconde ascension du mont Rainier en 1905.